# Tobias Mikkelsen
Tobias Pilegaard Mikkelsen, född 18 september 1986, är en dansk fotbollsspelare (ytter). Han har även spelat för Danmarks U20, U21 samt seniorlandslag.

## Karriär
Mikkelsen debuterade för FC Nordsjælland den 19 augusti 2009 i en förlustmatch på bortaplan mot Aalborg BK (1–0). 
Den 8 augusti 2019 skrev Mikkelsen på ett halvårskontrakt med Helsingborgs IF. Efter säsongen 2019 lämnade han klubben.